# Лыжный центр Оунасваара
Лыжный центр Оунасваара — комплекс для прыжков на лыжах с трамплина в финском городе Рованиеми, построенный для проведения соревнований по прыжкам на лыжах с трамплина.

## История
Первый временный трамплин Оунасваара был построен в феврале 1927 года, а в декабре того же года был открыт постоянный трамплина для прыжков на лыжах. Это сооружение использовалось до 1947 года. В марте 1937 года в Рованиеми был открыт лыжный трамплин Пойлиоваара, который был самым большим лыжным трамплином в Финляндии, однако немецкие войска взорвали его 8 октября 1944 года во время Лапландской войны.
В 1947 году комплекса Оунасваара был построен деревянный трамплин К50. Между 1956 и 1976 годами произошли два пожара. Пожар 1976 года почти полностью уничтожил трамплины. В 1983 году он был перестроен в холм К64, который впоследствии стал формовкой для горелки.
В 1950-х годах на южном склоне Оунасваара были построены лыжные трамплины K35, K25, K15 и K6.
В 1961 году было начато строительство нового бетонного трамплина в замен деревянному, который был открыт в 1962 году. Проводились реконструкции в 1976, 1990 и 2014 году.
В 1990 году были построены тренировочные трамплины К-27 в Мууроле, однако они не пользовались популярностью и в 2000 году были демонтированы и перенесены в лыжный центр Оунасваара.
На трамплине проводились соревнования по прыжкам на лыжах с трамплина и лыжному двоеборью в рамкахЗимней Универсиады 1970 года. Также на комплексе состоялось несколько международных лыжных соревнований, среди которых можно выделить Чемпионат мира по лыжным видам спорта 1984, несколько этапов Кубка мира по лыжному двоеборью и Континентального кубка, Чемпионат мира по лыжным видам спорта среди юниоров 2005 года.